# Pasarela Otto Engelhardt
La pasarela Otto Engelhardt es una pasarela peatonaly ciclista que cruza la SE-30, la circunvalación de Sevilla, en España. Se encuentra ubicada en el punto kilométrico 13+750, entre los municipios de Sevilla y San Juan de Aznalfarache, justo después del Puente de San Juan y es la única manera de acceso sin coche o metro a la ciudad siendo usado en conjunto con el Puente de San Juan que tiene carril peatonal y ciclista.
La pasarela fue inaugurada en 2019 y lleva el nombre de Otto Engelhardt, un ingeniero alemán que fue cónsul de Alemania en Sevilla entre 1918 y 1936. Engelhardt fue un defensor de los derechos humanos y la democracia, y fue ejecutado por las fuerzas franquistas durante la Guerra Civil Española.
La pasarela tiene una longitud de 200 metros y una anchura de 3 metros. Está construida en acero y hormigón, y tiene una estructura en forma de arco. La pasarela cuenta con un carril bici de dos sentidos, así como con un paseo peatonal.
La Pasarela Otto Engelhardt es un importante hito en la infraestructura ciclista de Sevilla. Es una conexión segura y cómoda para los ciclistas/patinadores eléctricos que viajan entre Sevilla y San Juan de Aznalfarache. Además, la pasarela es un homenaje a la memoria de Otto Engelhardt, un hombre que luchó por los derechos humanos y la democracia.
Aquí hay algunos datos adicionales sobre la Pasarela Otto Engelhardt:
- La pasarela fue diseñada por el arquitecto sevillano Guillermo Vázquez Consuegra.
- La pasarela tiene un presupuesto de 1,5 millones de euros.
- La pasarela fue construida por la empresa sevillana Dragados.
- La pasarela fue inaugurada por el alcalde de Sevilla, Juan Espadas, y el alcalde de San Juan de Aznalfarache, Fernando Zamora.